# Dyspteris lobophoraria
Dyspteris lobophoraria är en fjärilsart som beskrevs av Achille Guenée 1858. Dyspteris lobophoraria ingår i släktet Dyspteris och familjen mätare. Inga underarter finns listade i Catalogue of Life.